# A la recerca de l'estel de Nadal
A la recerca de l'estel de Nadal (pel·lícula original en noruec, Reisen til julestjernen) és una pel·lícula de contes de fades noruega del 2012 dirigida per Nils Gaup. La pel·lícula està basada en l'obra de teatre de 1924 de Sverre Brandt Reisen til Julestjernen i, d'altra banda, es considera una nova versió de la pel·lícula homònima de 1976. La pel·lícula és protagonitzada per Vilde Marie Zeiner, Agnes Kittelsen i Anders Baasmo Christiansen. S'ha doblat i subtitulat al català.
La pel·lícula va ser un èxit de taquilla, i va ser vista per 443.680 persones, fet que la va convertir en la cinquena pel·lícula més vista als cinemes de Noruega l'any 2012 (després d'El hòbbit: Un viatge inesperat i per davant d'El cavaller fosc: la llegenda reneix).
La pel·lícula va ser qualificada amb quatre estrelles per Dagbladet, Verdens Gang, Dagsavisen i FilmMagasinet, i tres estrelles per Aftenposten.